# Stentjärnen (Silleruds socken, Värmland)
Stentjärnen är en sjö i Årjängs kommun i Värmland och ingår i Göta älvs huvudavrinningsområde. Sjön är 14,5 meter djup, har en yta på 0,271 kvadratkilometer och befinner sig 223,5 meter över havet.

## Delavrinningsområde
Stentjärnen ingår i det delavrinningsområde (659476-130252) som SMHI kallar för Utloppet av Nedre Tvängen. Medelhöjden är 236 meter över havet och ytan är 20,44 kvadratkilometer. Det finns ett avrinningsområde uppströms, och räknas det in blir den ackumulerade arean 38,77 kvadratkilometer. Karlsforsälven (Edsälven) som avvattnar avrinningsområdet har biflödesordning 3, vilket innebär att vattnet flödar genom totalt 3 vattendrag innan det når havet efter 268 kilometer. Avrinningsområdet består mestadels av skog (80 procent). Avrinningsområdet har 2,79 kvadratkilometer vattenytor vilket ger det en sjöprocent på 13,7 procent.